# Cava Manara
Cava Manara es un municipio italiano situado en la provincia de Pavía, en Lombardía. Tiene una población estimada, a fines de mayo de 2023, de 6633 habitantes.

## Evolución demográfica
| Gráfica de evolución demográfica de Cava Manara entre 1861 y 2023 |
|                                                                   |
| Fuente: ISTAT - Elaboración gráfica de Wikipedia                  |